# Merlot
Il Merlot è un vitigno a bacca nera, il cui nome deriva dalla particolare predilezione che ha il merlo per le sue bacche; originario della Gironda (Francia), partecipa all'uvaggio di alcuni dei più prestigiosi vini al mondo, quali lo Château Lafite-Rothschild, lo Château Latour e lo Château Margaux. Vinificandolo in purezza si ottengono fra l'altro i rari Château Pétrus e il toscano Masseto.
Il merlot e lo chardonnay sono, tra i vitigni francesi cosiddetti "internazionali", quelli più coltivati in ogni parte del mondo, anche grazie alla loro elevata adattabilità.

## Storia
Si parla del Merlot sin dal 1700, ma la prima descrizione dettagliata appartiene al Rendre, nel 1854.
Nella maggior parte delle zone vitivinicole del mondo, il Merlot è compagno inseparabile del cabernet sauvignon; i due vitigni si integrano perfettamente: il primo donando al vino il suo frutto pieno e precoce, il secondo una maggiore aristocraticità e longevità. Nel bordolese è consuetudine, secondo le zone, aggiungere nella composizione del vino una percentuale di cabernet franc che, oltre ad una componente fruttata, gli dona piacevoli sensazioni erbacee e vegetali.
In Italia il Merlot ha trovato condizioni ambientali ideali in Friuli, Trentino, Veneto, ed Emilia-Romagna sin dalla fine dell'Ottocento, ma è ormai diffuso in molte altre regioni, con risultati a volte sorprendenti, anche senza l'apporto di altre uve, come per esempio in Sicilia e in Campania dove si trovano interpretazioni di Merlot in purezza di grande interesse enologico (e commerciale, di conseguenza), proprio perché il Merlot, nell'adattarsi a questo clima dalla forte impronta solare mostra un altro aspetto della sua versatile personalità, con sapori più caldi e speziati. In Campania, l'apice della purezza fu raggiunta a Bacoli, grazie alle tecniche di produzione all'avanguardia. Anche la Toscana produce diversi merlot in purezza divenuti famosi, in quanto il suo territorio, specie il bolgherese, si presta molto bene a questo vitigno. Ad ogni modo, il merlot (come lo chardonnay) è coltivato in tutte le regioni italiane, perché ha alte doti di adattabilità.

## Caratteristiche, esigenze ambientali e colturali
Ha foglia media, pentagonale, trilobata e quinquelobata; grappolo medio, piramidale più o meno spargolo, con una o due ali e peduncolo legnoso di colore rosato; acino medio, rotondo di colore blu-nero con buccia di media consistenza ricoperta da abbondante pruina.
Predilige terreni collinari, freschi, con buona umidità durante l'estate in quanto soffre la siccità. I sistemi di allevamento più adatti sono il cordone speronato, il guyot e il tendone che assicurano un buon ombreggiamento dei grappoli al fine di evitare repentini abbassamenti dell'acidità fissa.

### Malattie e avversità
È molto sensibile alla peronospora, al marciume acido, alla cocciniglia, mediamente alla botrite e poco all'oidio. Può presentare, in annate sfavorevoli ed in zone fredde e umide, fenomeni di colatura e acinellatura.